# Марцинув (Нижньосілезьке воєводство)
Марцинув (пол. Marcinów) — село в Польщі, у гміні Клодзко Клодзького повіту Нижньосілезького воєводства.
Населення — 133 особи (2011).
У 1975-1998 роках село належало до Валбжиського воєводства.

## Демографія
Демографічна структура станом на 31 березня 2011 року:
|          | Загалом | Допрацездатний вік | Працездатний вік | Постпрацездатний вік |
| -------- | ------- | ------------------ | ---------------- | -------------------- |
| Чоловіки | 67      | 12                 | 49               | 6                    |
| Жінки    | 66      | 16                 | 40               | 10                   |
| Разом    | 133     | 28                 | 89               | 16                   |